# Heeressportverein Groß Born
Il Heeressportverein Groß Born, meglio conosciuto come HSV Groß Born, è stata una società di calcio tedesca, con sede a Groß Born.

## Storia
Il club, società sportiva dell'Heer (forze armate di terra della Wehrmacht), nacque dal trasferimento nel 1943 dell'Hubertus Kolberg di Kolberg a Groß Born, divenendo HSV Groß Born, in piena seconda guerra mondiale. Il club giocava però le sue partite a Neustettin.
La squadra nella stagione 1943-1944 vinse il campionato pomerano, accedendo al torneo nazionale in cui raggiunse le semifinali, perdendole contro il LSV Amburgo.
A causa del prosieguo negativo del conflitto per la Germania, il club non partecipò più ai campionati, ed al termine della guerra la stessa città di Groß Born passò alla Polonia e la squadra non venne più ricostituita.